# Exame Nacional de Residência
O Exame Nacional de Residência (Enare) é um processo seletivo integrado para acesso aos programas de residência médica, uniprofissional e multiprofissional de dezenas de instituições públicas do Brasil. A avaliação é realizada desde 2020 pela Empresa Brasileira de Serviços Hospitalares (Ebserh), órgão vinculado ao Ministério da Educação. No ano de 2021, o Enare contabilizou mais de 42 mil candidatos inscritos e obteve a adesão de 81 instituições, com a oferta de 3,2 mil vagas de residência médica. O sistema de classificação é semelhante ao Sistema de Seleção Unificada (Sisu) do Exame Nacional do Ensino Médio (Enem), a principal avaliação para o ingresso no ensino superior no país.